# ABU Robocon

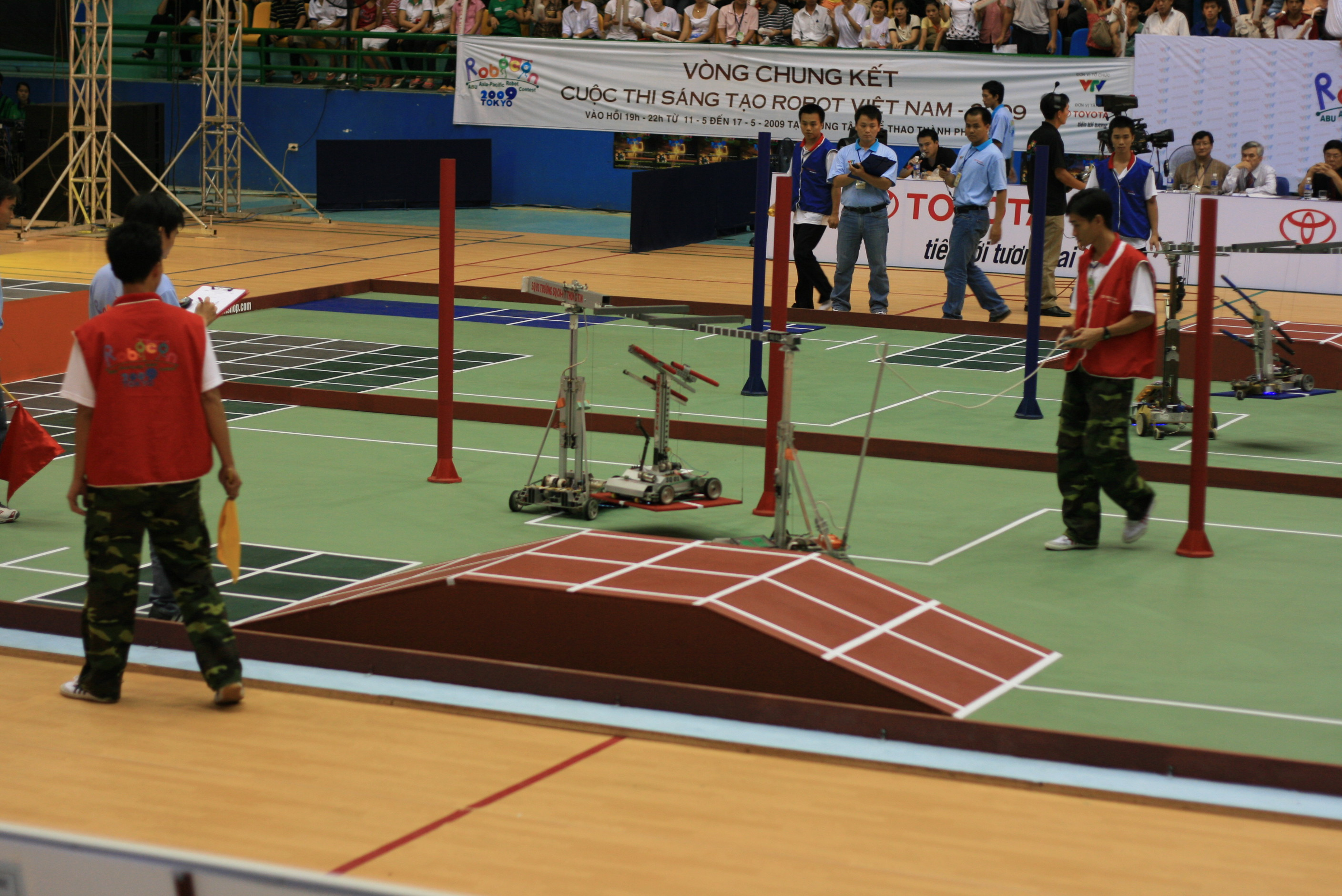
Vòng loại tại Việt Nam của ABU Robocon năm 2009

Cuộc thi Sáng tạo Robot châu Á – Thái Bình Dương ABU, hay ABU Robocon, là cuộc thi chế tạo robot dành cho sinh viên các trường đại học, học viện và cao đẳng khối kĩ thuật của các nước trong khu vực châu Á và Thái Bình Dương do Hiệp hội Phát thanh Truyền hình châu Á – Thái Bình Dương (ABU) tổ chức mỗi năm một lần. 
Cuộc thi là phiên bản mở rộng của NHK Robocon, một cuộc thi bắt đầu vào năm 1991 và chỉ dành cho các đội đến từ Nhật Bản. Từ năm 2002, nó trở thành cuộc thi thường niên mang tên ABU Robocon để cổ vũ cho phong trào sáng tạo robot của thanh niên trong khu vực. Mỗi nước được phép cử một đội là sinh viên của một trường đại học, học viện hay cao đẳng tham dự (riêng nước đăng cai tổ chức được cử hai đội). Trong đa số trường hợp, đội tham dự ABU Robocon được tuyển chọn từ cuộc thi trong nước do đài truyền hình thành viên tổ chức với cùng chủ đề.

## Thể thức thi đấu
Mỗi năm cuộc thi có một chủ đề khác nhau, nhưng nói chung các đội thi phải sử dụng hai hoặc nhiều robot để hoàn thành nhiệm vụ. Một trong số các robot sẽ được điều khiển bằng tay trong khi các robot khác là tự động. Các robot tối ưu thường nặng hơn 10 kg và trải dài trên diện tích một mét vuông. Để chế tạo robot, các thí sinh (là những sinh viên chưa tốt nghiệp đại học) phải có kiến thức phong phú về lập trình, thiết kế cơ khí và thiết kế mạch điện tử.
Mỗi trận thi đấu diễn ra giữa hai đội, thường được gọi là đội đỏ và đội xanh. Sân chơi có dạng đối xứng và robot của cả hai đội xuất phát trong cùng một điều kiện (ngoại trừ Robocon 2015 sử dụng trò chơi đánh theo lượt dựa trên môn cầu lông, còn Robocon 2025 sử dụng tính chất tấn công-phòng thủ trong bóng rổ).
Một trận đấu điển hình (ngoại trừ Robocon 2015 và 2025) kéo dài trong 3 phút, nhưng có thể dừng lại sớm hơn sau khi có một đội đạt được chiến thắng tuyệt đối và trận đấu sẽ dừng lại ngay lập tức. Nếu không có đội nào đạt được chiến thắng tuyệt đối, đội có số điểm cao hơn sau 3 phút sẽ là đội chiến thắng.
Các phiên bản đầu tiên của Robocon có xu hướng nhấn mạnh tính cạnh tranh của trò chơi, trong đó những người chơi đạt được chiến thắng bằng cách sử dụng các chiến lược để triển khai robot của họ cũng như ngăn cản đối thủ đạt được mục tiêu. Chiến lược này trở nên đáng chú ý trong các chiến thắng của Việt Nam tại ABU Robocon 2004 và 2006, hay chiến thắng của Trung Quốc tại ABU Robocon 2008. Để giảm thiểu các vấn đề phát sinh, các lần tổ chức sau này đã làm giảm tính chiến đấu và tập trung nhiều hơn vào công nghệ, thiết kế để khiến robot thực hiện các thao tác phức tạp, đòi hỏi các đội phải sáng tạo hơn trong việc thiết kế robot.
Năm 2020, do ảnh hưởng của đại dịch COVID-19, giải thi đấu trực tiếp không được tổ chức và được thay thế bằng hình thức biểu diễn trực tuyến. Điều tương tự cũng xảy ra tại các cuộc thi vào năm 2021 và 2022 (tổ chức thi đấu trực tuyến). Kể từ năm 2023, cuộc thi trở lại với thể thức thi đấu trực tiếp truyền thống.

## Tổ chức

### Vòng chung kết
Các bước tổ chức một cuộc thi ABU Robocon bao gồm:
- Nước chủ nhà công bố chủ đề của cuộc thi tới các nước tham dự thông qua ABU. Thông thường, chủ đề sẽ được công bố vào cuối kỳ ABU Robocon liền trước.
- Các trường đại học, học viện lập kế hoạch thiết kế, chế tạo robot của mình để thi theo chủ đề đó.
- Các đài truyền hình của các nước tổ chức cuộc thi trong nước để lựa chọn một đội đại diện duy nhất (hoặc hai đội, nếu là nước chủ nhà) và ghi hình quá trình chế tạo robot của đội đại diện cho nước mình gửi đến ban tổ chức cuộc thi năm đó.
- Băng ghi hình cuộc thi và các băng ghi hình quá trình chế tạo robot của các đội tham dự sẽ được ban tổ chức gửi đến các đài truyền hình để phát sóng trong khu vực châu Á - Thái Bình Dương.

### Vòng loại khu vực Việt Nam (Cuộc thi sáng tạo Robot Việt Nam)
- Cuộc thi sáng tạo Robot Việt Nam (Robocon Việt Nam) do Đài Truyền hình Việt Nam (VTV) tổ chức với đơn vị thường trực là Ban Khoa giáo.
- Năm 2002 không có vòng loại miền, cả 17 đội được lọt vào vòng chung kết. Từ năm 2003-2019 và 2023, vòng loại miền được tổ chức tại ba miền Bắc, Trung, Nam. 32 đội (riêng năm 2010 là 34 đội) đứng đầu từ ba miền (một số năm chỉ có hai miền Bắc và Nam khi khu vực miền Trung được phân vào hai miền còn lại) tham dự vòng chung kết Cuộc thi sáng tạo Robot Việt Nam. Bắt đầu từ năm 2024, tất cả các đội đăng ký tham dự sẽ tham gia chạy thử để chọn 32 đội có thành tích trình diễn tốt nhất tham dự vòng chung kết (không tổ chức vòng loại miền).
- Từ năm 2003, các đội lọt vào vòng chung kết được chia thành 8 bảng đấu, mỗi bảng 4 đội (năm 2010 có 2 bảng 5 đội do có tổng cộng 34 đội lọt vào vòng chung kết). Hai đội đứng đầu mỗi bảng giành quyền đi tiếp. Các đội sau đó sẽ thi đấu loại trực tiếp cho tới khi tìm ra nhà vô địch.
- Đội quán quân (và đội á quân, khi ABU Robocon được tổ chức ở Việt Nam) sau khi kết thúc cuộc thi có khoảng 2-3 tháng để nâng cấp robot và cải thiện chiến thuật để chuẩn bị cho vòng chung kết ABU Robocon.

## Các lần tổ chức
| Lần | Năm  | Chủ nhà      | Chủ đề                                    | Đội vô địch/Trường đại học                                                                           | Đội về nhì                                       | Đội nhận giải ABU Robocon                                           |
| --- | ---- | ------------ | ----------------------------------------- | --- | ------------------------------------------------ | ------------------------------------------------------------------- |
| 1   | 2002 | Tokyo        | Chinh phục núi Phú Sĩ                     | Telematic Đại học Bách khoa Thành phố Hồ Chí Minh                                                    | Đại học Khoa học và Công nghệ Trung Quốc         | Học viện Công nghệ Kanazawa                                         |
| 2   | 2003 | Bangkok      | Cầu mây chinh phục không gian             | Naihoy Tamin 2002 V.2 Cao đẳng Công nghiệp và Giáo dục cộng đồng Sawangdandin                        | Viện Công nghệ Ladkrabang của vua Mongkut        | Đại học quốc gia Chungnam                                           |
| 3   | 2004 | Seoul        | Cuộc hội ngộ của Ngưu Lang-Chức Nữ        | FXR Đại học Bách khoa Thành phố Hồ Chí Minh                                                          | Đại học Khoa học và Công nghệ Tây Nam            | Đại học Khoa học và Công nghệ Mông Cổ                               |
| 4   | 2005 | Bắc Kinh     | Lửa thiêng rực sáng Trường Thành          | RoboTech Đại học Tokyo                                                                               | Đại học Khoa học và Công nghệ Bắc Kinh           | Học viện Công nghệ cao Thành phố 10th of Ramadan                    |
| 5   | 2006 | Kuala Lumpur | Chinh phục đỉnh cao                       | BKPro Đại học Bách khoa Thành phố Hồ Chí Minh                                                        | Cao đẳng Công nghệ Samut Songkhram               | Đại học Công nghệ Malaysia                                          |
| 6   | 2007 | Hà Nội       | Khám phá Hạ Long                          | Inspire Robot Team Đại học Giao thông Tây An                                                         | Học viện bách khoa kỹ thuật điện tử Surabaya     | Đại học mùng 6 tháng 10                                             |
| 7   | 2008 | Pune         | Vươn tới bầu trời                         | Inspire Robot Team Đại học Giao thông Tây An                                                         | Học viện Công nghệ cao Thành phố 10th of Ramadan | Đại học Giao thông Tây An                                           |
| 8   | 2009 | Tokyo        | Nhịp trống khải hoàn                      | Dragon Team Học viện công nghệ Cáp Nhĩ Tân                                                           | Đại học Hồng Kông                                | Học viện công nghệ Cáp Nhĩ Tân                                      |
| 9   | 2010 | Cairo        | Thử tài xây dựng kim tự tháp cùng pharaoh | Fighters. UESTC Đại học khoa học điện tử & công nghệ Trung Quốc                                      | Đại học Lạc Hồng                                 | Học viện Công nghệ cao Thành phố 10th of Ramadan                    |
| 10  | 2011 | Bangkok      | Loy Krathong, Tình bạn thắp sáng niềm vui | Luk Jao Mae Khlong Prapa The Limited Đại học Dhurakijpundit                                          | Cao đẳng Công nghệ Kamphaengphet                 | Đại học Tokyo                                                       |
| 11  | 2012 | Hồng Kông    | Hoà bình & Thịnh vượng                    | Dragon Team Đại học Khoa học điện tử và Công nghệ Trung Quốc                                         | Đại học Lạc Hồng                                 | Đại học Tokyo                                                       |
| 12  | 2013 | Đà Nẵng      | Hành tinh xanh                            | HISHO Học viện Công nghệ Kanazawa                                                                    | Đại học Lạc Hồng                                 | Học viện bách khoa kỹ thuật điện tử Surabaya                        |
| 13  | 2014 | Pune         | Gia đình robot                            | LH - NVN Đại học Lạc Hồng                                                                            | Học viện Công nghệ Nagoya                        | Đại học Lạc Hồng                                                    |
| 14  | 2015 | Yogyakarta   | Robot chơi cầu lông                       | FR1 Đại học Sư phạm Kỹ thuật Hưng Yên                                                                | Đại học Khoa học và Công nghệ Hồng Kông          | Đại học Sư phạm Kỹ thuật Hưng Yên                                   |
| 15  | 2016 | Bangkok      | Năng lượng sạch tái tạo thế giới          | UTM Robocon Team Đại học Công nghệ Malaysia                                                          | Đại học Đông Bắc                                 | Đại học Tokyo                                                       |
| 16  | 2017 | Tokyo        | Chinh phục đĩa bay                        | LH - NICESHOT Đại học Lạc Hồng                                                                       | Đại học Công nghệ Malaysia                       | Đại học Lạc Hồng                                                    |
| 17  | 2018 | Ninh Bình    | Sải cánh vươn cao                         | LH - GALAXY Đại học Lạc Hồng                                                                         | Đại học Đông Bắc                                 | Đại học Tokyo                                                       |
| 18  | 2019 | Ulaanbaatar  | Chia sẻ kiến thức                         | Phantom Dancer Đại học Trung văn Hương Cảng                                                          | Đại học Khoa học và Công nghệ Mông Cổ            | Đại học Lạc Hồng                                                    |
| 19  | 2020 | Suva         | Robot chơi bóng bầu dục 7 người           | RoboTech Đại học Tokyo (Giải Nhất biểu diễn trực tuyến, hủy thi đấu trực tiếp)                       | Đại học Khoa học và Công nghệ Hồng Kông          | Đại học Khoa học và Công nghệ Hồng Kông (Bài thuyết trình hay nhất) |
| 20  | 2021 | Thanh Đảo    | Ném mũi tên vào thùng                     | ITS RIOT Học viện công nghệ Sepuluh Nopember (Giải Nhất biểu diễn trực tuyến, hủy thi đấu trực tiếp) | Đại học Khoa học và Công nghệ Mông Cổ            | Đại học Vũ Hán                                                      |
| 21  | 2022 | New Delhi    | Lagori                                    | Đại học Trung văn Hương Cảng (thi đấu trực tuyến)                                                    | Học viện công nghệ Sepuluh Nopember              | Đại học Khoa học và Công nghệ Điện tử Trung Quốc                    |
| 22  | 2023 | Phnom Penh   | Khám phá ngôi đền cổ                      | Toyohashi Robocons Đại học Công nghệ Toyohashi                                                       | Đại học Trung văn Hương Cảng                     | Đại học Công nghệ Toyohashi                                         |
| 23  | 2024 | Quảng Ninh   | Ngày mùa                                  | Đại học Trung văn Hương Cảng                                                                         | Đại học Sư phạm Kỹ thuật Hưng Yên                | Đại học Sư phạm Kỹ thuật Hưng Yên                                   |
| 24  | 2025 | Ulaanbaatar  | Robot thi đấu bóng rổ                     | |                                                  |                                                                     |

Trong các năm 2020 và 2021, giải thi đấu trực tiếp bị hủy do ảnh hưởng của Đại dịch COVID-19 và được chuyển sang hình thức biểu diễn trực tuyến. Năm 2022, cuộc thi được tổ chức dưới hình thức thi đấu trực tuyến.

## Các quốc gia vô địch
| Quốc gia   | Số lần | Năm                                      |
| ---------- | ------ | ---------------------------------------- |
| Việt Nam   | 7      | 2002, 2004, 2006, 2014, 2015, 2017, 2018 |
| Trung Quốc | 5      | 2007, 2008, 2009, 2010, 2012             |
| Nhật Bản   | 4      | 2005, 2013, 2020, 2023                   |
| Hồng Kông  | 3      | 2019, 2022, 2024                         |
| Thái Lan   | 2      | 2003, 2011                               |
| Malaysia   | 1      | 2016                                     |
| Indonesia  | 1      | 2021                                     |

## Thành tích theo quốc gia
| Quóc gia   | Vô địch                                      | Á quân                           | Hạng ba                                                               |
| ---------- | -------------------------------------------- | -------------------------------- | --------------------------------------------------------------------- |
| Việt Nam   | 7 (2002, 2004, 2006, 2014, 2015, 2017, 2018) | 4 (2010, 2012, 2013, 2024)       | 7 (2003, 2009, 2011, 2013, 2019, 2023, 2024)                          |
| Trung Quốc | 5 (2007, 2008, 2009, 2010, 2012)             | 4 (2002, 2004, 2005, 2016, 2018) | 4 (2005, 2006, 2019, 2023)                                            |
| Nhật Bản   | 4 (2005, 2013, 2020, 2023)                   | 1 (2014)                         | 10 (2002, 2002, 2003, 2008, 2009, 2012, 2016, 2017, 2018, 2020, 2024) |
| Hồng Kông  | 3 (2019, 2022, 2024)                         | 4 (2015, 2009, 2020, 2023)       | 1 (2005)                                                              |
| Thái Lan   | 2 (2003, 2011)                               | 3 (2003, 2006, 2011)             | 5 (2010, 2012, 2014, 2015, 2017)                                      |
| Malaysia   | 1 (2016)                                     | 1 (2017)                         | 3 (2006, 2007, 2021)                                                  |
| Indonesia  | 1 (2021)                                     | 1 (2007)                         | 6 (2008, 2011, 2013, 2014, 2015, 2016)                                |
| Mông Cổ    |                                              | 2 (2019, 2021)                   | 1 (2004)                                                              |
| Ai Cập     |                                              | 1 (2008)                         | 1 (2010)                                                              |
| Hàn Quốc   |                                              |                                  | 2 (2004, 2007)                                                        |
| Campuchia  |                                              |                                  | 1 (2018)                                                              |

## Truyền hình
| Năm              | Kênh phát sóng | Ứng dụng trực tuyến |
| ---------------- | -------------- | ------------------- |
| 2007             | VTV2, VTV3     |                     |
| 2013, 2024 - nay | VTV2           | VTVGo               |
| 2018             | VTV1, VTV2     |                     |

## Nhà tài trợ

### TạiViệt Nam
- Toyota (2002 - 2016)
- Oppo (2017 - 2019)
- Chưa có nhà tài trợ (2023 - 2024)
- PVcomBank (2025 - nay)